# نوع‌دوستی (زیست‌شناسی)

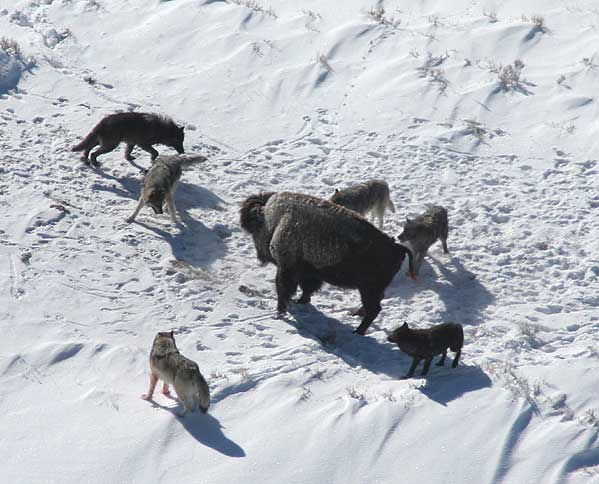
شکار همیارانه توسط گرگ‌ها به آنها اجازه می‌دهد تا با طعمه‌های بسیار بزرگ‌تر و نیرومندتر از هر گرگ منفرد مقابله کنند. با این حال، چنین همکاری می‌تواند به‌طور بالقوه توسط افراد خودخواه که خود را در معرض خطر شکار قرار نمی‌دهند، اما با این وجود در غنایم سهیم هستند، مورد سوء استفاده قرار گیرد.

نوع‌دوستی یا دگرخواهی (به انگلیسی: Altruism) در معنای واقعی و اصطلاح روزمره، طیفی از رفتارهای انجام شده توسط جانوران را توصیف می‌کند که ممکن است به زیان خود جاندار اما به سود دیگران باشد. نوع‌دوستی زیست‌شناختی در زیست‌شناسی فرگشتی به رفتاری گفته می‌شود که سبب افزایش سازگاری یا توانایی زیستی جانداری دیگر و در عین حال کاهش توانایی زیستی عامل می‌شود. این مفهوم زیست‌شناختی از نوع‌دوستی با مفهوم روزمره یکسان نیست. در اصطلاح روزمره، یک عمل تنها در صورتی «نوع‌دوستانه» نامیده می‌شود که با قصد آگاهانه کمک به دیگری انجام شود. اما در مفهوم زیست‌شناختی چنین الزامی وجود ندارد.
پیشنهاد چارلز داروین این است که رفتار نوع‌دوستانه مورد بحث ممکن است با فرایند انتخاب گروهی تکامل یافته باشد. رفتارهای نوع‌دوستانه به وضوح در انتخاب خویشاوندی، مانند فرزندپروری، ظاهر می‌شود، اما ممکن است در میان گروه‌های اجتماعی گسترده‌تر، مانند حشرات اجتماعی نیز مشهود باشد. چنین رفتارهایی به فرد اجازه می‌دهند با کمک به بستگانی که آن ژن‌ها را به اشتراک می‌گذارند، موفقیت ژن‌های خود را افزایش دهد. فرضیه دیگر دگرخواهی دوسویه به‌طور ساده به این صورت است که هزینه رفتار نوع‌دوستانه برای جانور با احتمال برگشت منفعت در آینده جبران می‌شود و اجازه می‌دهد رفتار توسط انتخاب طبیعی تکامل یابد.
تئوری انتخاب خویشاوندان رفتار نوع‌دوستانه را به عنوان یک استراتژی هوشمندانه توسط ژن‌های خودخواه به عنوان راهی برای افزایش آنها در مخزن ژنی را توضیح می‌دهد. این بدان معناست که رفتارهای مورد بحث فقط «به ظاهر» نوع‌دوستانه هستند، زیرا در نهایت نتیجه نفع شخصی و ژنتیکی هستند. به نظر می‌رسد نظریه دگرخواهی دوسویه نیز «نوع دوستی زیستی را از نوع دوستی واقعی خارج می‌کند». رفتار خوب با کسی به منظور به‌دست آوردن منافع بازگشتی از آنها در آینده، به نوعی در تضاد با نوع دوستی «واقعی» به نظر می‌رسد — این فقط به تعویق افتادن منافع شخصی است. چیزی که انسان را منحصر به فرد می‌کند، تمایل انسان به کمک به افراد غریبه حتی به هزینه به خطر انداختن جان خود است.

## واژه‌شناسی و تعریف
اصطلاح «دگرخواهی» (Altruism) توسط فیلسوف فرانسوی اگوست کنت در زبان فرانسه به عنوان altruisme، برای معنای وارونه خودگرایی ابداع شد. او آن را از altrui ایتالیایی گرفته‌است، که به نوبه خود این واژه نیز از لاتین alteri به معنای «دیگران» یا «کس دیگری» گرفته شده‌است.
نوع‌دوستی نوعی رفتار در جانوران است که برای خودش مفید نیست یا حتی ممکن است برای خودش مضر باشد اما برای سایر افراد گونه‌اش مفید است.
در زیست‌شناسی فرگشتی نوع‌دوستی بیولوژیکی به رفتاری گفته می‌شود که باعث افزایش سازگاری یا توانایی زیستی جانداری دیگر و در عین حال کاهش توانایی زیستی عامل می‌شود؛ بنابراین با رفتار نوع‌دوستانه، یک موجود زنده تعداد فرزندانی را که احتمالاً خودش تولید می‌کند کاهش می‌دهد، اما تعداد فرزندانی را که موجودات دیگر احتمالاً تولید می‌کنند، افزایش پیدا می‌کند.

## بررسی اجمالی
فرگشت‌گرایان نوع‌دوستی را این گونه تعریف می‌کنند: «رفتاری از جانب جانوران که ممکن است به ضرر خودش باشد اما به سود همنوعانش است.» مثال‌های متعددی از این دست وجود دارد: جهش‌های غزال‌های آفریقایی برای این که حضور گلهٔ شیرها را هشدار بدهند، کلاغ‌های نگهبان که رفیق‌های هم‌گله‌شان را که روی زمین در حال غذا خوردند هستند صدا می‌زنند، مورچه‌هایی که به هم دیگر می‌چسبند و پلی می‌سازند و بدین ترتیب مورچه‌های دیگر از روی آن‌ها می‌خزند تا شکاف را ببندند و با تن خود از بین ببرند. هرکدام از این افراد با این رفتارها خودشان را به خطر می‌اندازند. موارد افراطی این رفتارها را در مورچه‌ها و زنبورهای عسل می‌بینیم که افراد توانایی تولید مثل خود را فدا می‌کنند و تا حد مرگ برای خیر کلونی یا گروه کار می‌کنند. چنین افرادی قادر نیستند، ژن‌های خود را منتقل کنند.

## فرضیه‌ها برای توضیح نوع‌دوستی

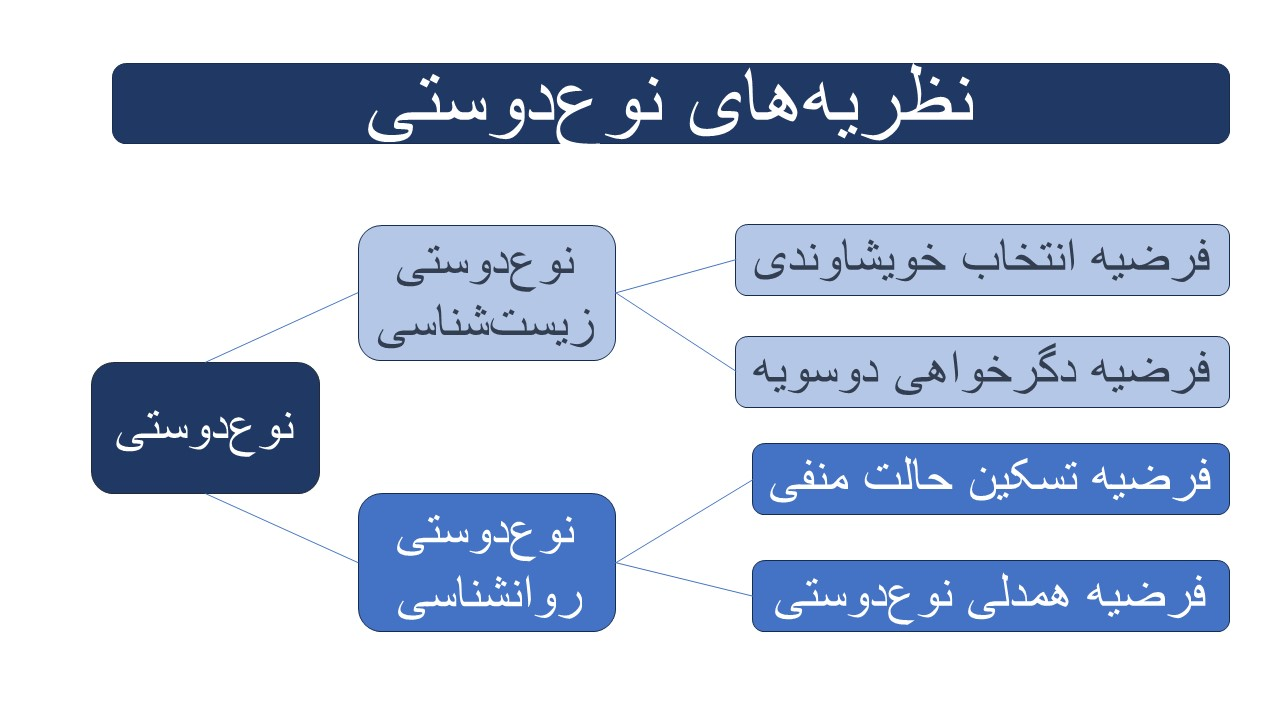
تئوری‌های نوع‌دوستی

نوع‌دوستی در جانوران چگونه فرگشت می‌یابد؟ نوع‌دوستی می‌تواند بزرگ‌ترین راز در کل زیست‌شناسی فرگشتی باشد.

وجود نوع‌دوستی در طبیعت در نگاه اول گیج‌کننده است، زیرا رفتار نوع‌دوستانه احتمال تولیدمثل را کاهش می‌دهد.

### انتخاب گروهی
این ایده که انتخاب گروهی می‌تواند فرگشت نوع‌دوستی را توضیح دهد، برای اولین بار توسط خود داروین در تبار انسان و گزینش در ارتباط با جنسیت (۱۸۷۱) مطرح شد. او منشأ رفتار نوع‌دوستانه و ایثارگرانه را در میان انسان‌ها مورد بحث قرار داد. بدیهی است که چنین رفتاری در سطح فردی مضر است، همان‌طور که داروین متوجه شد: کسی که آماده است تا جان خود را فدا کند، اغلب فرزندی به عنوان وارث خود باقی نمی‌گذارد. داروین سپس استدلال کرد که رفتار ایثارگرانه، اگرچه برای فرد مضر است، اما ممکن است در سطح گروه مفید باشد: «قبیله‌ای شامل اعضای زیادی که… همیشه آماده هستند به یکدیگر کمک کنند و خود را قربانی خیر عمومی کنند، بر اکثر قبایل دیگر پیروز خواهد شد و این انتخاب طبیعی خواهد بود» پیشنهاد داروین این است که رفتار نوع‌دوستانه مورد بحث ممکن است با فرایند انتخاب گروهی تکامل یافته باشد. مدت‌ها پس از مرگ داروین مشکل توضیح اینکه چرا جانوران رفتار نوع‌دوستانه می‌کنند و تولیدمثل خود را قربانی می‌کنند تا به دیگران کمک کنند، همچنان به عنوان یک مسئلهٔ برجسته باقی ماند. بنا بر فرضیه انتخاب گروهی، اگر انتخاب طبیعی منحصراً در سطح فردی عمل کند و برخی ارگانیسم‌های منفرد را بر دیگران ترجیح دهد، آن‌وقت نوع‌دوستی نمی‌تواند تکامل یابد، زیرا رفتار نوع‌دوستانه برای خود ارگانیسم فردی، بنا به تعریف، مضر است. با این حال، ممکن است نوع‌دوستی در سطح گروه سودمند باشد. گروهی که شامل تعداد زیادی نوع‌دوست است که هر کدام آماده اند تا منافع خودخواهانه خود را برای منافع بیشتر گروه زیر پا بگذارند، ممکن است نسبت به گروهی که عمدتاً یا منحصراً از موجودات خودخواه تشکیل شده‌است، برتری بقا داشته باشند. گروه‌هایی که فقط یا عمدتاً از ارگانیسم‌های خودخواه تشکیل شده‌اند منقرض می‌شوند.
در دهه ۱۹۶۰ فرضیه انتخاب گروهی عمدتاً به دلیل کار جرج ویلیامز و جان مینارد اسمیت به‌طور ناگهانی کنار گذاشته شد.
ریچارد داوکینز با رد انتخاب گروهی استدلال می‌کند که انتخاب طبیعی روی فرد اثر می‌گذارد و این سازگاری فرد (تعداد فرزندان و فرزندان بالغ تولید شده در مقایسه با بقیه جمعیت) است که باعث فرگشت می‌شود. حتی اگر نوع‌دوستی در سطح گروه سودمند باشد، در هر گروهی، نوع‌دوستان در معرض استثمار «سواری گرفتن» افراد خودخواه هستند. این نوع افراد یک مزیت سازگاری آشکار دارند: آنها از نوع‌دوستی دیگران سود می‌برند، اما خود هیچ هزینه‌ای را متحمل نمی‌شوند. در این صورت فرد خودخواه، به‌طور متوسط فرزندان بیشتری نسبت به کسانی که به گروه ملحق می‌شوند و در نتیجه آسیب می‌بینند، باقی می‌گذارد. اگر خودخواهی ارثی باشد، در نهایت منجر به این می‌شود که جمعیت کاملاً از افراد خودخواه تشکیل شود.
پس از سال ۲۰۰۰ میلادی، موقعیت فرضیه انتخاب گروهی تا حدودی تغییر کرده‌است. تعدادی از زیست‌شناسان استدلال کرده‌اند که انتخاب گروهی به اشتباه در دهه ۱۹۶۰ رد شده و در نهایت این یک اصل توضیحی مهم است، اگرچه این هنوز احتمالاً یک دیدگاه اقلیت است.

### فرضیه انتخاب خویشاوندی
در دهه ۱۹۶۰ و ۱۹۷۰ جایگزینی برای نظریه انتخاب گروهی پدیدار شد. این نظریه انتخاب خویشاوندی بود. انتخاب خویشاوندی یک استراتژی انتخاب طبیعی است که در آن افراد نزدیک به یکدیگر بدون انتظار دریافت هر گونه کمک از دیگران در آینده و فقط به امید بقای نوع خود به دیگران کمک می‌کنند. ایده اصلی انتخاب خویشاوندی ساده است. ژنی را تصور کنید که باعث می‌شود حامل آن نسبت به سایر موجودات مانند با اشتراک غذا با آنها رفتار نوع‌دوستانه داشته باشد. بدیهی است که نوعدوستان یک نقطهٔ ضعف سازگاری خواهند بود، بنابراین باید انتظار داشته باشیم که ژن نوع‌دوست از جمعیت حذف شود. با این حال، فرض کنید که نوع‌دوستان در مورد اینکه با چه کسی غذا تقسیم می‌کنند، تبعیض قائل می‌شوند. آنها با همه کسی شریک نمی‌شوند، بلکه فقط با بستگان خود شریک می‌شوند. این تبعیض بلافاصله همه چیز را تغییر می‌دهد؛ زیرا اقوام از نظر ژنتیکی مشابه هستند - آنها ژن‌های مشترکی با یکدیگر دارند؛ بنابراین وقتی ارگانیسمی که حامل ژن نوع دوست است غذای خود را به اشتراک می‌گذارد، احتمال مشخصی وجود دارد که گیرندگان غذا نیز نسخه‌هایی از آن ژن را حمل کنند. این بدان معنی است که ژن نوع‌دوست اصولاً می‌تواند توسط انتخاب طبیعی گسترش یابد.
این نظریه برای اولین بار توسط ویلیام دی همیلتون (۱۹۶۳) مطرح شد. با این حال، واژه «انتخاب خویشاوندی» در سال ۱۹۶۴ توسط زیست‌شناس فرگشتی بریتانیایی جان مینارد اسمیت ابداع شد. تئوری انتخاب خویشاوندی پیش‌بینی می‌کند که جانوران به احتمال زیاد نسبت به خویشاوندان خود نوع‌دوستانه‌تر رفتار می‌کنند تا با اعضای غیرخویشاوند از گونه خود. علاوه بر این، پیش‌بینی می‌کند که هر چه رابطه نزدیک‌تر باشد، میزان نوع‌دوستی بیشتر خواهد بود. یک فرد نیمی از ژن‌های خود را با هر فرزندش مشترک است و همین‌طور، خواهران و برادران تنی نیز در نیمی از ژن‌ها اشتراک دارند؛ پس به همان اندازه که والدین از نظر ژنتیکی به فرزندان شبیهند، خواهران و برادران هم به یکدیگر شباهت ژنتیکی دارند. بنابراین، از دیدگاه ژنتیکی فرگشتی، کمک به پرورش خواهران و برادران کامل به همان اندازه سودمند است که به دنیا آوردن و بزرگ کردن فرزندان خود. این دو فعالیت از نظر فرگشتی کاملاً معادل هستند؛ بنابراین، پرورش مشارکتی — یعنی کمک به والدین در بزرگ کردن خواهران و برادران تنی — می‌تواند بدون نیاز به انتخاب در سطح گروه فرگشت یابد. این نظریه به سرعت در میان زیست‌شناسان علاقه‌مند به فرگشت رفتار اجتماعی برجسته شد.
انتخاب خویشاوندی نوعی نوع دوستی اجباری است که در آن ارگانیسم کنشگر از دست دادن دائمی را تحمل می‌کند. وقوع عقیم در حشرات اجتماعی مانند زنبور عسل یکی از نمونه‌های کلیدی انتخاب خویشاوندی است. این حشرات تولیدمثل را به ملکه خود واگذار می‌کنند در حالی که کارگران زنبور عسل برای کلنی همیشه علوفه می‌جویند؛ بنابراین، این امکان تکامل یک صفت را فراهم می‌کند، و به ارگانیسم خاصی فوایدی می‌بخشد، اما موفقیت باروری دیگری را از بین می‌برد.

### دگرخواهی دوسویه

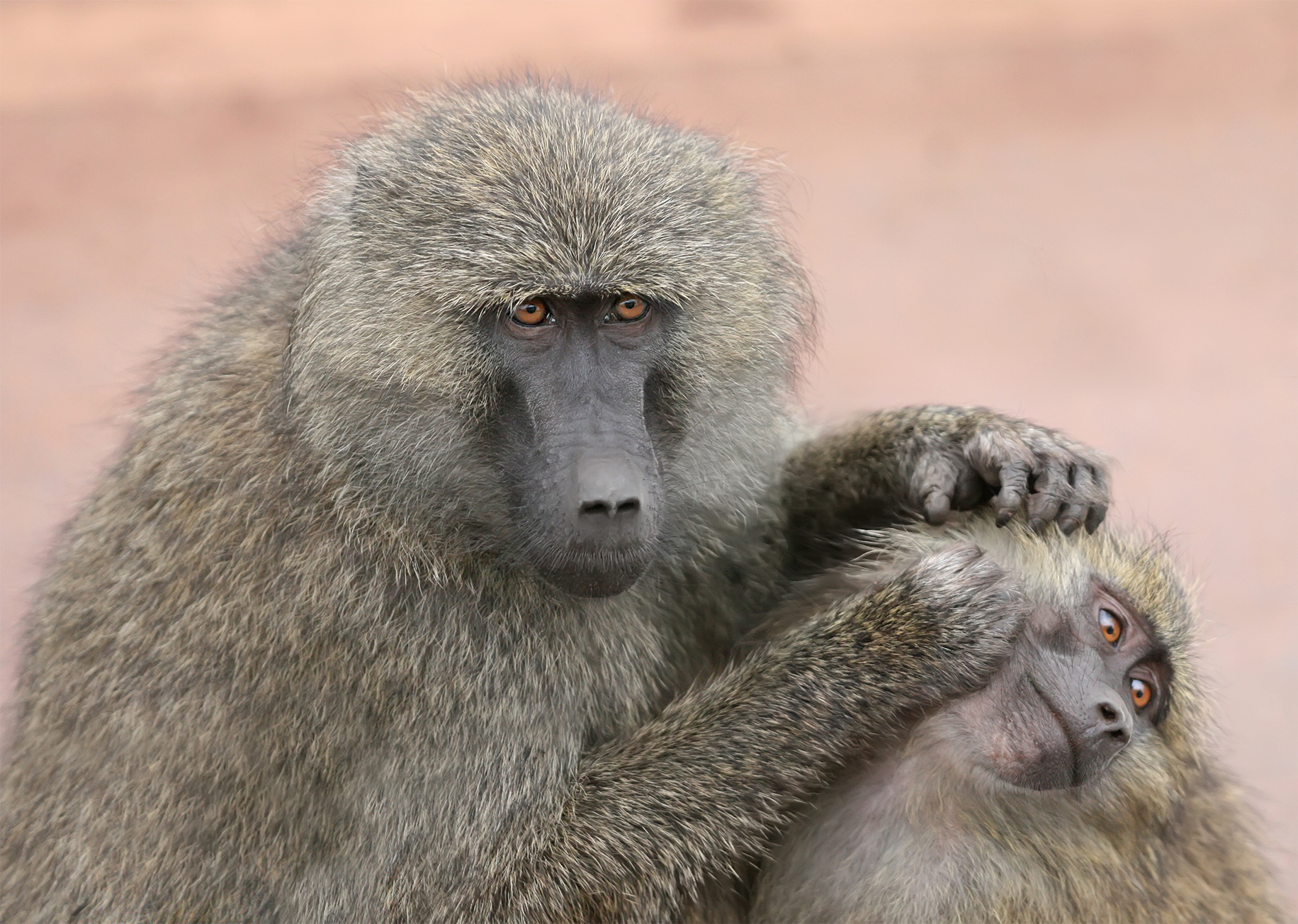
نظافت بابون زیتونی

دگرخواهی دوسویه اولین بار توسط رابرت تریورس توصیف شد. در زیست‌شناسی فرگشتی، دگرخواهی دوسویه رفتاری است که در آن یک موجود زنده طوری عمل می‌کند که منجر به کاهش اندک و موقت برازش (امکان تولید مثل موفق) خود و به‌طور همزمان، افزایش برازش هم‌نوع یا غیر هم‌نوع خود می‌شود، با این امید که آن موجود دیگر نیز در آینده به همین ترتیب عمل کند. در سال ۱۹۷۱ رابرت تریورس نظریه دگرخواهی دوسویه خود را برای توضیح سیر فرگشت کمک در لانه‌سازی یک جفت پرنده مولد ناخویشاوند ارائه کرد. او استدلال کرد که اگر احتمال بالایی وجود داشته باشد که پرنده در آینده از کمک‌گیرندگان کمک بخواهد، ممکن است به عنوان کمک‌کننده وارد عمل شود. اگر کمک‌گیرندگان در زمانی که امکان جبران وجود داشته باشد، کمک متقابل نکنند، تعامل نوع‌دوستانه با این گیرندگان برای همیشه خاتمه می‌یابد. اما اگر دریافت‌کنندگانِ کمک، به اعتماد کمک‌کننده خیانت نکنند و کمک او را جبران نمایند، دگرخواهی دوسویه به‌طور نامحدود به نفع هر دو طرف ادامه می‌یابد. این فرضیه توسط بسیاری (مثلاً وست ابرهارد) و داوکینز مورد توجه قرار گرفت. بسیاری از موارد نوع‌دوستی در طبیعت از نوع خویشاوندی است اما نه همه موارد؛ نمونه‌های بسیاری از جانوران هستند که نسبت به غیرخویشاوندان و حتی با اعضای دیگر گونه‌ها رفتار نوع‌دوستانه دارند. نظریه انتخاب خویشاوندی نمی‌تواند به ما در درک این رفتارها کمک کند. ایده اصلی دگرخواهی دوسویه ساده است: ممکن است به سود یک جانور باشد که نسبت به دیگری رفتار نوع‌دوستانه داشته باشد، اگر انتظار برگرداندن لطف در آینده وجود داشته باشد. هزینه رفتار نوع‌دوستانه برای جانور با احتمال این برگشت منفعت جبران می‌شود و اجازه می‌دهد رفتار توسط انتخاب طبیعی تکامل یابد. برای این که نوع دوستی متقابل مؤثر واقع شود، نیازی نیست که این دو فرد خویشاوند باشند یا حتی اعضای یک گونه باشند. با این حال، لازم است که افراد بیش از یک بار با هر یک از آنها تعامل داشته باشند و بتوانند سایر افراد را که در گذشته با آنها تعامل داشته‌اند تشخیص دهند.
نوع دوستی متقابل و انتخاب خویشاوندی هر دو پدیده شامل افزایش برازش موجودات دیگر به بهای کاهش برازش خود می‌شوند. با این حال، این دو مفهوم متفاوت هستند. تفاوت اصلی بین انتخاب خویشاوندی و نوع دوستی متقابل این است که انتخاب خویشاوندی در موجودات از نظر نوعی نزدیک مشاهده می‌شود در حالی که نوع دوستی متقابل در ارگانیسم غیرخویشاوند مشاهده می‌شود. برخلاف انتخاب خویشاوندی، نوع دوستی متقابل نوعی نوع‌دوستی اختیاری است که در آن موجود کنشگر تنها به صورت موقت از چیزی محروم می‌شود.

#### نظریه بازار بیولوژیکی

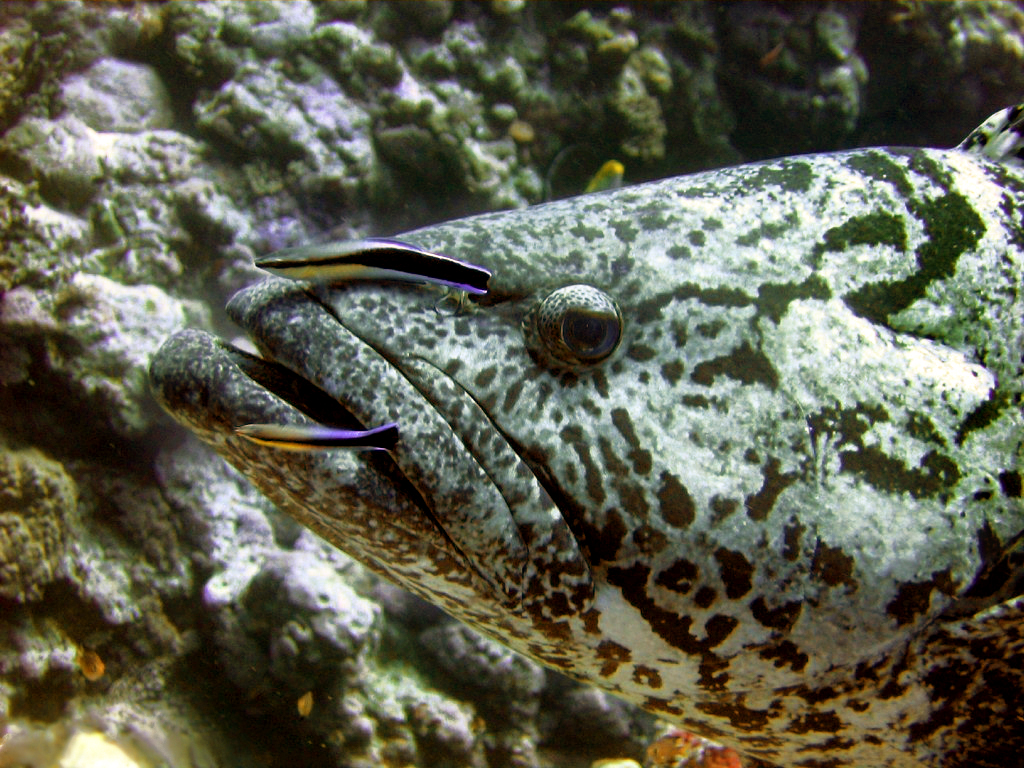
دو زمردماهی پاک‌کننده آبی در حال تمیز کردن روغن‌ماهی سیب‌زمینی

نظریه بازار بیولوژیکی بسط ایده دگرخواهی دوسویه است، به عنوان سازوکاری برای توضیح اعمال نوع‌دوستانه بین افراد غیرخویشاوند یا غیرخویشاوند در یک ساختار انعطاف‌پذیرتر مبادله کالا. اصطلاح «بازار بیولوژیکی» برای اولین بار توسط رونالد نو و هامرشتاین در سال ۱۹۹۴ برای اشاره به تمام فعل و انفعالات بین جاندارانی استفاده شد که در آن جانداران مختلف به عنوان «تجار» عمل می‌کنند و کالاها و خدماتی مانند غذا و آب، نظافت، تماس‌های هشدار دهنده، سرپناه و غیره را با یکدیگر مبادله می‌کنند.
کاربرد تئوری بازار بیولوژیکی با تأکید بر انتخاب شریک در تعاملات بین زمردماهیان و «مشتری» آنها ماهیان صخره‌های مرجانی مشهود است. ماهیان نظافت‌چی قلمروهای کوچکی دارند که اکثر گونه‌های ماهیان صخره‌ای فعالانه از آن بازدید می‌کنند تا سطح، آبشش‌ها و دهانشان را بازرسی و تمیز کنند. مشتریان از حذف بیماری‌های مخصوص ماهیان سود می‌برند در حالی که نظافتچی‌ها از دسترسی به منبع غذایی سود می‌برند. ماهی میزبان اجازه ورود و خروج ماهی‌های تمیزکننده را به دهان خود می‌دهد و حتی پس از انجام تمیز کردن، ماهی پاک‌کننده را نمی‌خورد. زمردماهی پاک‌کننده آبی، یکی از رایج‌ترین پاک‌کننده‌هایی است که در صخره‌های استوایی یافت می‌شود. تعداد کمی زمردماهی پاک‌کننده مشاهده شده‌است که توسط شکارگران خورده شده‌است، احتمالاً به این دلیل که حذف انگل برای بقای شکارگر مهم‌تر از سود کوتاه مدت خوردن ماهی پاک‌کننده است.

## نوع‌دوستی در انسان
در بحث‌های زیست‌شناسی اجتماعی در دهه ۱۹۸۰، در این مورد گفتگو می‌شد که آیا می‌توان ایده‌های مربوط به تکامل رفتار جانوران را به انسان تعمیم داد؟ همه زیست‌شناسان می‌پذیرند که هومو ساپینس محصول فرایند تکامل است و به همین دلیل، اصول کلی تکاملی در مورد آن صدق می‌کند. با این حال، بدیهی است که رفتار انسان به مراتب بیشتر از دیگر جانوران تحت تأثیر فرهنگ است که اغلب محصول باورها و تمایلات آگاهانه است — هرچند که ژنتیک هم در رفتار انسان بی‌تأثیر نیست. با این وجود، به نظر می‌رسد حداقل برخی از رفتارهای نوع‌دوستانه انسان‌ها با پیش‌بینی‌های نظریه‌های تکاملی مطابقت دارد. به‌طور کلی، انسان‌ها نسبت به خویشاوندان نزدیک خود رفتار نوع دوستانه‌تری (به معنای بیولوژیکی) دارند تا نسبت به غیرخویشاوندانشان. همچنین، همان‌طور که نظریه نوع دوستی متقابل پیش‌بینی می‌کند، انسان تمایل دارد به کسانی که در گذشته به او کمک کرده‌اند، کمک کند. اما از سوی دیگر، شمار زیادی از رفتارهای انسان از دیدگاه تکاملی غیرعادی به نظر می‌رسد. یک مثال، فرزندخواندگی است. بدیهی است که والدینی که به جای داشتن فرزند به فرزندخواندگی روی می‌آورند، امکان تکثیر ژن‌های خود را کاهش می‌دهند؛ بنابراین فرزندخواندگی یک رفتار نوع‌دوستانه است. اما این به نفع خویشاوندان نیست — زیرا والدین عموماً با نوزادانی که به فرزندخواندگی می‌پذیرند، ارتباطی ندارند — و والدین نمی‌توانند چیز زیادی در قالب مزایای متقابل به دست آورند؛ بنابراین اگرچه انتخاب خویشاوندی و نوع دوستی متقابل ممکن است به ما در درک برخی از رفتارهای انسانی کمک کند، اما مطمئناً نمی‌توان آنها را در همه جا به کار برد.
ریچارد داوکینز در کتاب ژن خودخواه می‌نویسد: 
 ما باید سعی کنیم سخاوت و نوع‌دوستی را آموزش دهیم، زیرا خودخواه به دنیا آمده‌ایم حتی اگر ما با اعضای خانواده‌مان خوب باشیم، این نوع‌دوستی به حساب نمی‌آید، زیرا حداقل از نظر زیست‌شناختی نفع و نتیجه‌ای از این رفتار حاصل می‌شود: آن‌ها برخی از ژن‌های مشابه با ما را حامل هستند، بنابراین با کمک به آنها به‌طور غیرمستقیم جاودانگی ژنتیکی خود را ارتقا می‌دهیم. در همین حال، سایر اعمال ظاهراً نوع‌دوستی اغلب فقط رفتاری متقابل است. اگر پشت مرا بخارانی، من هم پشت تو را خواهم خاراند — مهم نیست چقدر دیرتر — این هم از خودگذشتگی نیست.
در مورد رفتار انسان، باید بین نوع دوستی بیولوژیکی (که بر حسب پیامدهای سازگاری تعریف می‌شود) و نوع دوستی «واقعی» (که بر اساس نیات آگاهانه عامل برای کمک به دیگران تعریف می‌شود) تمایز قائل شد. همان‌طور که الیوت سوبر (۱۹۹۴) استدلال کرده‌است، به نظر می‌رسد که این دو مستقل هستند زیرا در انسان عملی که با قصد آگاهانه کمک به انسان دیگر انجام می‌شود ممکن است به هیچ وجه بر آمادگی بیولوژیکی آنها تأثیری نداشته باشد، بنابراین در معنای بیولوژیکی نوع‌دوستانه محسوب نمی‌شود. برعکس، اقدامی که به دلایل صرفاً منفعت شخصی انجام می‌شود، یعنی بدون قصد آگاهانه کمک به دیگری، ممکن است آمادگی بیولوژیکی آنها را به شدت افزایش دهد. الیوت سوبر استدلال می‌کند که ممکن است که انتخاب طبیعی به نفع انسان‌هایی باشد که واقعاً به کمک به دیگران اهمیت می‌دهند، یعنی افرادی که قادر به نوع‌دوستی «واقعی» هستند.

## تفاوت نوع‌دوستی بیولوژیک یا نوع‌دوستی واقعی
«نوع‌دوستی واقعی» شکلی از نوع‌دوستی است که با قصد آگاهانه برای کمک به دیگران انجام می‌شود، در این صورت اکثریت قریب به اتفاق موجودات زنده قادر به نوع‌دوستی «واقعی» نیستند. به عنوان مثال، مورچه‌ها و موریانه‌ها احتمالاً نیت آگاهانه ای از ایثار خود ندارند، بنابراین رفتار آنها نمی‌تواند به قصد ارتقاء منافع شخصی خود یا منافع دیگران باشد.
تئوری انتخاب خویشاوندان رفتار نوع‌دوستانه را به عنوان یک استراتژی هوشمندانه توسط ژن‌های خودخواه به عنوان راهی برای افزایش آنها در مخزن ژنی را توضیح می‌دهد. این بدان معناست که رفتارهای مورد بحث فقط «به ظاهر» نوع‌دوستانه هستند، زیرا در نهایت نتیجه نفع شخصی و ژنتیکی هستند. به نظر می‌رسد نظریه دگرخواهی دوسویه نیز «نوع دوستی زیستی را از نوع دوستی واقعی خارج می‌کند». رفتار خوب با کسی به منظور به‌دست آوردن منافع بازگشتی از آنها در آینده، به نوعی در تضاد با نوع دوستی «واقعی» به نظر می‌رسد — این فقط به تعویق افتادن منافع شخصی است. نوع‌دوستی زیستی در جانوران را نمی‌توان با نوع‌دوستی به معنای عامیانه روزمره یکسان دانست. نوع دوستی بیولوژیکی بر حسب پیامدهای سازگاری تعریف می‌شود، نه انگیزه‌های آگاهانه.
نایجل باربر دانشمند در زمینه علوم اعصاب رفتاری در کتاب مهربانی در دنیای بی‌رحمانه می‌نویسد: 
هرگاه جانوری به دیگری کمک می‌کند، همیشه یک فایده پنهان در این یاوری وجود دارد و احتمالاً تنها عمل نوع‌دوستی توسط والدین برای فرزندان خود انجام می‌شود، اگرچه هنوز از نظر تکاملی باز هم یک منفعتی در این کار وجود دارد به این نحو که والدین با فداکاری نسبت به فرزندانشان رشد ژن‌هایشان را تضمین می‌کنند. به عبارت دیگر والدین با ایثار جان در واقع به نفع ژن‌هایشان عمل می‌کنند.
در مورد خفاش‌ها نوعی نوع‌دوستی واقعی نسبتاً محدود گزارش شده‌است همچنین در برخی از جانوران مانند دلفین‌ها، فیل‌ها و به‌ویژه خانواده نخستی‌سانان انجام تصمیم‌گیری‌های آگاهانه برای کمک به اعضای گروه خود دیده می‌شود. این به ویژه در برخی از نزدیکترین بستگان انسان به روشنی نشان داده شده‌است. شامپانزه‌های نر به خصوص دوستی تنگاتنگی با یکدیگر ایجاد می‌کنند همچنین میمون‌ها مطمئناً دارای احساسات و احتمالاً توانایی نشان دادن همدلی هستند اما چیزی که انسان را منحصر به فرد می‌کند، تمایل انسان به کمک به افراد غریبه حتی به هزینه به خطر انداختن جان خود است.

## نمونه‌ها

### در مهره‌داران

#### پستانداران

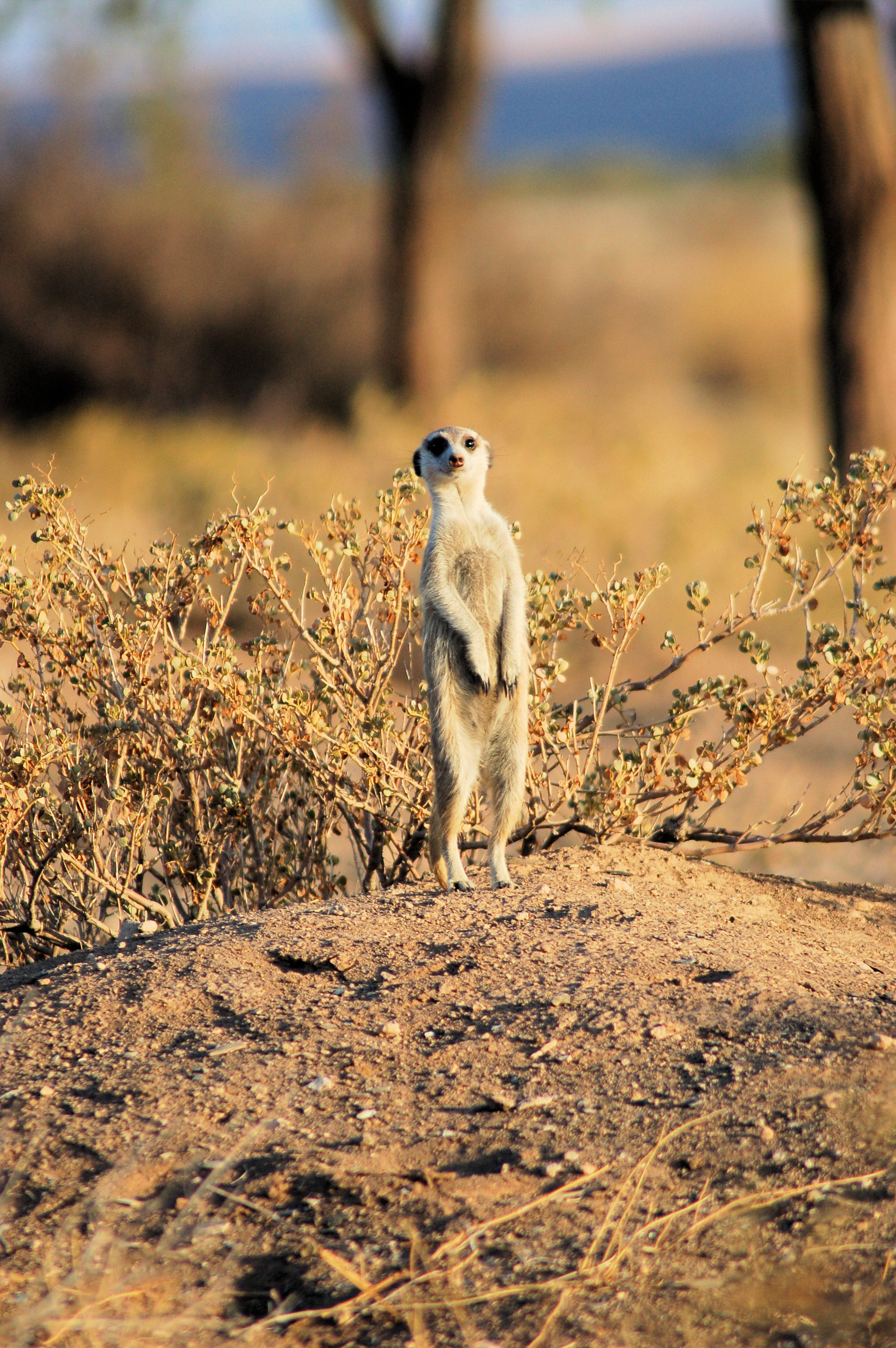
میرکت اغلب یک نگهبان ایستاده دارند تا در صورت حمله شکارچی هشدار دهد.

- گرگ و سگ اعضای گروه خود را حتی اگر در شکار حضور نداشته باشند، در گوشت شکار سهیم می‌کنند.[۳۱] در شرایط سخت، جفت زایای گرگ بیشترین سهم را برای ادامه تولید توله‌ها دارد.[۳۲]
- خدنگ از جانوران مسن، بیمار یا آسیب‌دیده حمایت می‌کند.[۳۳]
- میرکت اغلب یک نگهبان ایستاده دارند تا در صورت حمله شکارچی هشدار دهد.[۳۴]
- راکون از طریق فضولات خود در مکان‌های اجابت مزاج مشترک به دیگر راکون‌ها در مورد محل تغذیه اطلاع می‌دهد. مشاهده شده‌است که سیستم اطلاعاتی مشابهی توسط غراب معمولی استفاده می‌شود.[۳۵]
- انتر دم‌کوتاه نر شکارگران را تهدید می‌کند و از اعضای جوان و آسیب‌پذیر خود محافظت می‌کنند.[۳۶]
- میمون درازدستها و شامپانزه‌های معمولی، به عنوان پاداش یک عمل، غذای خود را با سایر اعضای گروه به اشتراک می‌گذارند.[۳۷] شامپانزه‌ها بدون هیچ پاداشی به انسان‌ها کمک می‌کنند.[۳۸][۳۹]
- مشاهده شده‌است که بونوبوها به بونوبوهای مجروح یا معلول کمک می‌کنند.[۴۰]
- خفاش خون‌آشام باید هر ۷۰ ساعت یکبار غذا بخورند تا از گرسنگی در امان بمانند، اما معمول است که مقدار کمی از غذای خود را برای خانواده‌هایی که با موفقیت تغذیه نکرده‌اند، بالا می‌آورند و غذا را به این نحو با دیگر خفاش‌ها به اشتراک می‌گذارند و اغلب یک سیستم دوستی تشکیل می‌دهند.[۴۱][۴۲]
- میمون‌های وروت علائم زنگ خطر می‌دهند تا به میمون‌های دیگر در مورد حضور شکارچی‌ها هشدار دهند، حتی اگر با این کار آنها توجه خود را به سمت خود جلب کنند و شانس شخصی خود را برای حمله افزایش دهند.[۴۳]
- لمور در تمام سنین و هر دو جنس از نوزادان غیرخویشاوند دیگر لمورها مراقبت می‌کند.[۴۴]
- دلفین از اعضای بیمار یا مجروح خود حمایت می‌کنند، ساعت‌ها زیر آنها شنا می‌کنند و آنها را به سطح آب می‌برند تا افراد مجروح بتوانند نفس بکشند.[۴۵]
- در بین گرازهای دریایی دیده شده‌است که یتیمانی را که والدین خود را به دست شکارچیان از دست داده‌اند، به فرزندی قبول می‌کنند.
- گاومیش آفریقایی عضوی از گله را که توسط شکارچیان گرفتار شده باشد، نجات می‌دهد. (به ویدئوی نبرد در کروگر مراجعه کنید)[۴۶]
- نهنگ‌های گوژپشتی مشاهده شده‌اند که از گونه‌های دیگر در برابر نهنگ‌های قاتل محافظت می‌کنند.[۴۷]
- مشاهده شده‌است که اسب‌های شوالسکی نر در هنگام تهدید اعضای گروهشان رفتار مداخله‌ای انجام می‌دهند. آنها فرقی بین اعضای خویشاوند و غیر خویشاوند قائل نشدند. این نظریه وجود دارد که آنها ممکن است این کار را برای ارتقای انسجام گروهی و کاهش اختلالات اجتماعی در گروه انجام دهند.[۴۸]
- موش حفار برهنه واضح‌ترین نمونه از اجتماعی بودن مهره‌داران، است که در مناطق گرم و خشک اتیوپی، سومالی و کنیا، در سیستم‌های تونل زیرزمینی زندگی می‌کنند. آنها دارای نوعی سازمان اجتماعی هستند که در آن افراد در یک سلسله مراتب زندگی می‌کنند، این نوع سازمان اجتماعی بیشتر در حشراتی مانند مورچه‌ها و زنبورها یافت می‌شود. در این سازمان یک موش حفار برهنه ملکه، سربازان و کارگران وجود دارد. موش‌های حفار برهنه سرباز از کلنی در برابر شکارچیان — عمدتاً مارها — و موش‌های حفار برهنه خارجی که با بوی خود آنها را خارجی تشخیص می‌دهند، دفاع می‌کنند.[۴۹]

#### پرندگان
- در گونه‌های پرندگان متعدد، یک جفت مولد برای پرورش بچه‌های خود از طرف سایر پرندگان کمک و حمایت می‌شود، از جمله کمک برای تغذیه نوزادانش.[۵۰]برخی حتی تا آنجا پیش می‌روند که از بچه‌های پرنده غیرخویشاوند در برابر شکارچیان محافظت می‌کنند.[۵۱]

### در بی‌مهرگان

#### ماهی‌ها و میگوها
- غارت‌ماهی خاردار، گونه‌ای از ماهیان است که در گروه‌های اجتماعی در محیط خشن شبه‌جزیره جنوبگان زندگی می‌کند. اگر والد محافظ لانه تخم‌ها کشته شود، معمولاً یک جایگزین نر که با والدین ارتباطی ندارد از لانه در برابر شکارچیان محافظت می‌کند و از رشد قارچ‌هایی که بچه‌ها را می‌کشند جلوگیری می‌کند. هیچ فایده واضحی برای ماهی نر وجود ندارد، بنابراین ممکن است این عمل نوع‌دوستانه تلقی شود.[۵۲]
- میگوی هفت‌تیرکش در کلنی‌هایی از چند ده تا چند صد نفر زندگی می‌کنند. آزمایش‌ها نشان می‌دهد که گروهی از افراد بزرگ از نظر رفتاری و مورفولوژیکی متمایز بار دفاع از کلنی میگوها را بر دوش می‌کشند و بچه‌های کوچک را برای تغذیه و رشد و ملکه را برای تغذیه و تولید مثل آزاد می‌گذارند.[۵۳]

#### موریانه
گروه‌هایی از موریانه‌ها هستند که سربازانشان از خودکشی دگرخواهانه برای دفاع از کلونی خود استفاده می‌کنند. برخی از گونه‌های موریانه کارگرانی دارند که می‌توانند خود را فدا کنند. تصور می‌شود که این یکی از مؤثرترین اشکال دفاعی موریانه‌هاست؛ زیرا کارگران کشته شده تونل‌هایی را که به داخل لانه می‌روند مسدود می‌کنند و باعث تبادل کشتگان یک به یک بین مهاجمان و مدافعان می‌شود، به این معنی که حملات هزینه انرژی بالایی برای شکارچیان دارد.

#### مورچه‌ها

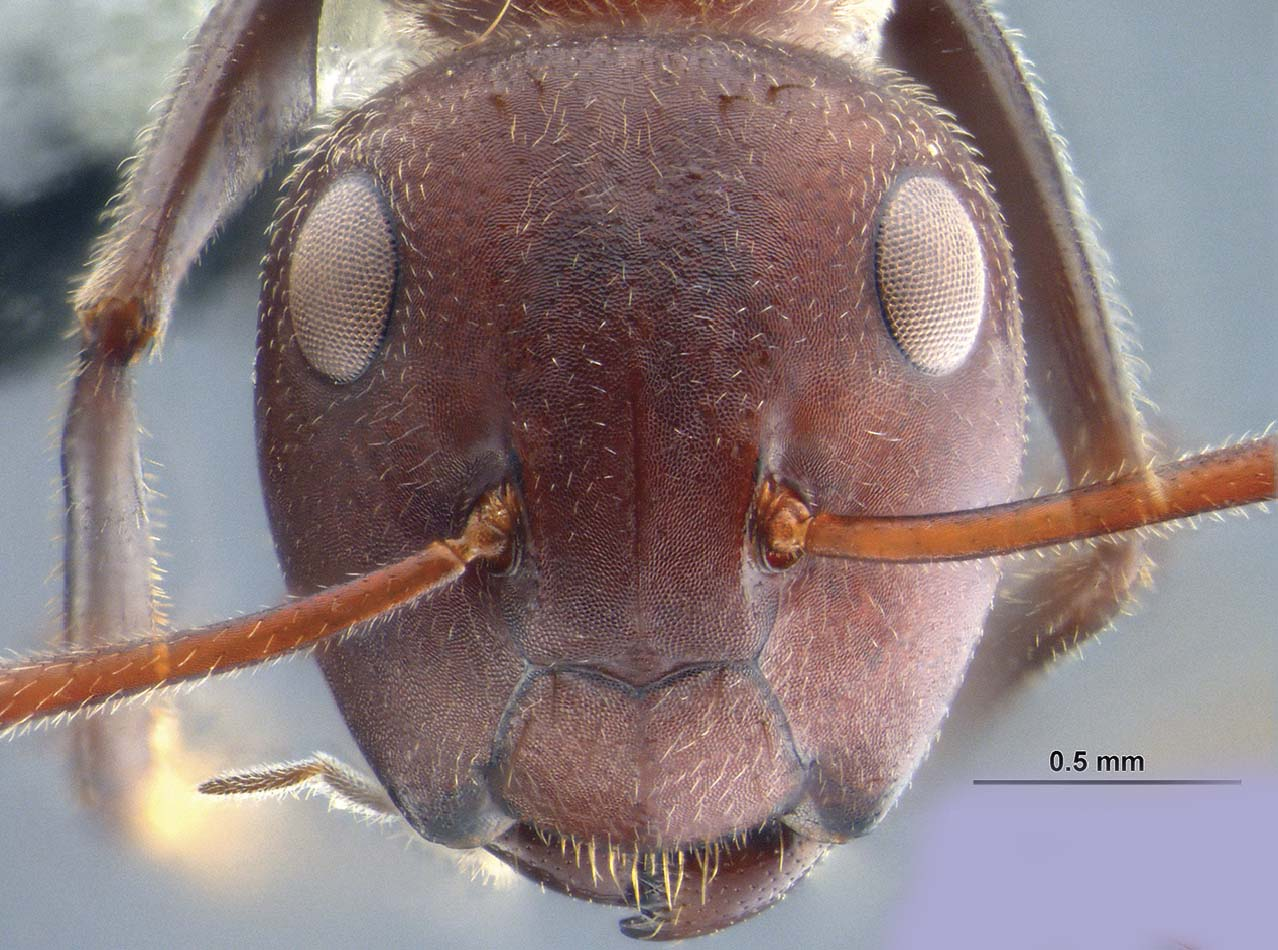
تصویر سر مورچه انتحاری انفجاری این مورچه‌ها با انقباض ماهیچه‌هایشان «منفجر می‌شوند» تا جایی که شکم و غدد داخلی‌شان پاره شود و مایع چسبنده‌ای ترشح شود. اگر دشمن به ماده سمی گاز بزند، کنترل اعضای خود را از دست می‌دهد و در عرض چند ثانیه می‌میرد در غیر این صورت، ماده سمی به مفاصل مهاجم می‌چسبد و دشمن را بی‌حرکت می‌کند.

اتوتیزیس، به فرآیندی گفته می‌شود که در آن یک جانور خود را از طریق پارگی داخلی یا انفجار عضوی که باعث پارگی پوست می‌شود، از بین می‌برد. این اصطلاح توسط اولریش ماشویتس و الئونور ماشویتس در سال ۱۹۷۴ برای توصیف سازگاری دفاعی مورچه انتحاری مالزیایی پیشنهاد شد. این رخداد در اثر انقباض عضلات اطراف یک غده بزرگ ایجاد می‌شود که منجر به شکستن دیواره غده می‌شود. برخی از موریانه‌ها (مانند سربازان گلوبیترمس سولفورئوس) با پارگی غده‌ای در نزدیکی پوست گردن خود ترشح چسبناکی را ترشح می‌کنند و در دفاع در برابر مورچه‌ها اثر قیری ایجاد می‌کنند.
در برخی حشرات اتوتیزیس مخصوص ماده‌های پس از باروری است، که تنها پس از توقف تولیدمثل شروع به تولید و ذخیره عامل مضر می‌کنند. آنها شروع به جمع شدن در حاشیه ساختار کلونی می‌کنند. این ممکن است بخشی از یک تقسیم کار مبتنی بر سن باشد؛ به این معنی که افرادی که کمترین ارزش باقیمانده [باروری] را دارند خطرناک‌ترین وظیفه را انجام می‌دهند. در برخی از مورچه‌های متعلق به جنس «مورچه درودگر» و «مورچه‌های انتحاری» اتوتیزیس به عنوان یک ویژگی دفاعی نوع دوستانه برای مبارزه بهتر با بندپایان و احتمالاً بازدارندگی شکارگران مهره‌دار به نفع کلنی مورچه هاست. این مورچه‌ها از اتوتیزیس به عنوان دفاعی خود ویرانگر برای محافظت از قلمرو خود استفاده می‌کنند، اما آنها از آن متفاوت از موریانه‌ها استفاده می‌کنند، زیرا کاربرد اصلی آنها برای اتوتیزیس شامل مسدود کردن تونل‌های قلمروشان از مهاجمان نیست، بلکه بیشتر برای اهداف جنگی در طول نبردهای سرزمینی است.
مورچه‌های اولیه برای دفاع از خود از ابزارهای مکانیکی برای نیش زدن استفاده می‌کردند، اما این نیش‌ها در برابر شکارچیان مهره‌داران بزرگ مفیدتر بوده و در برابر سایر بندپایان چندان موفق نبودند؛ بنابراین انتخاب برای اتوتیزیس در مورچه‌ها به عنوان راهی برای کشتن موثرتر دشمنان بندپایان تکامل یافت. محصولات اتوتیزیس در مورچه‌ها مواد چسبنده و خورنده ای هستند که در اثر انقباض شکمچه مورچه‌ها آزاد می‌شوند و منجر به ترکیدگی در چین بین بخشی و همچنین غدد فک پایین می‌شود. مورچه‌ها از این ایثار برای کشتن یک یا چند دشمن که خود را در این ماده چسبنده گرفتار می‌کنند، استفاده می‌کنند. مشاهده شده‌است که مورچه کارگر خود را به دور حریف می‌پیچد، گاستر پشتی خود را روی سر حریف می‌گذارد، قبل از بیرون راندن مواد خورنده چسبنده از دهان و گاستر، به‌طور دائم به حریف می‌چسبد در حالی که خود و دشمن و همچنین هر دشمن دیگری را می‌کشد. که به محصولات چسبیده‌اند.
این مورچه‌ها عمدتاً از اتوتیزیس در برابر سایر بندپایان مانند کلونی مورچه‌های مهاجم یا علیه کلنی‌های موریانه استفاده می‌کنند و نسبت به شکارچیان مهره‌داران بزرگتر مانند مارمولک‌ها یا پرندگان نسبتاً بی تأثیر هستند. این از خود گذشتگی بیشتر در برابر بندپایان مفید است زیرا چسب‌های چسبنده موجود در محصولات به بهترین وجه بر روی بدن سایر بندپایان عمل می‌کند. با این حال، ترکیبات مورد استفاده در اتوتیزیس نیز توضیح داده شده‌است که در بازدارندگی شکارگران مهره‌دار از خوردن مورچه‌ها کاربرد دارند، زیرا این محصولات قابل خوردن نیستند.
خودکشی دگرخواهانه رفتار معمولی جانوران نیست. بیشتر موجودات به گونه‌ای رفتار می‌کنند که بهترین فرصت را برای زنده ماندن و انتقال ژن‌های خود به فرزندان خود داشته باشند. کارگران مورچه انتحاری مالزیایی با خود ویرانگری به هیچ‌یک از این چیزها نمی‌رسند. با این حال آنها تنها حشره‌ای نیستند که این کار را انجام می‌دهند. آنها متعلق به گروهی به نام مورچه‌های انتحاری هستند که در سراسر آسیای جنوب شرقی یافت می‌شوند. ایثار در میان تعدادی از حشرات که با هم در کلونی‌ها زندگی می‌کنند از جمله مورچه‌های دیگر، موریانه‌ها، زنبورها و شته‌های خاص، خود را نشان می‌دهد. از دست دادن یک کارگر کوچک احتمالاً هزینه زیادی برای کلونی ندارد، اما در عین حال خودکشی این کارگران مزایای بازدارندگی یک متجاوز مانند یک شکارگر بزرگ مهره‌دار را در پی دارد که ممکن است کل کلنی را از بین ببرد. در طول یک زد و خورد، خودتخریبی واقعاً باعث ایجاد مزیت عددی در کلونی مورچه‌ها نمی‌شود؛ بلکه بیشتر شبیه چشم در برابر چشم است. دانشمندان نمی‌دانند چه چیزی این حشرات را وادار می‌کند تا رفتارهایی را آغاز کنند که به‌طور اجتناب‌ناپذیر باعث نابودی خودشان شود. این که چگونه مغز ممکن است بر غرایز حفظ خود در حشره ای که خود را تکه‌تکه می‌کند، غلبه کند، یک راز است.
گاهی، یک حشره جان خود را برای کمک به همنوعان خود تسلیم می‌کند، حتی زمانی که هیچ خطری قریب‌الوقوع وجود ندارد. این اتفاق هر شب در کلونی‌های مورچه برزیلی «فورلیوس پوسیلوس» (Forelius pusillus) رخ می‌دهد. وقتی غروب آفتاب می‌رسد، مورچه‌ها ورودی لانه‌شان را می‌بندند و یک تا هشت کارگر را بیرون می‌گذارند تا کار را تمام کنند. دانشمندان پس از تماشای مورچه‌های محکوم که لانه را با شن پوشانده بودند تا زمانی که کاملاً پنهان شد، در طبیعت‌شناس آمریکایی نوشتند: «مورچه‌هایی که در بیرون به دام افتاده بودند قربانی تصادفی نبودند، بلکه بخشی از یک استراتژی عمدی بسته شدن ورودی بودند. با گذشت شب، مورچه‌ها در اثر وزش باد از بین رفتند، انواع مورچه‌های گونه‌های دیگر به آنها حمله کردند یا به سادگی دور شدند. وقتی صبح رسید، هیچ‌یک از این مورچه‌ها در نزدیکی ورودی لانه پیدا نشد.»

#### شته
دانشمندان ژاپنی دریافته‌اند که شته‌ای به نام «نیپونافیس مونزنی» (Nipponaphis monzeni) زمانی که خانه‌اش در معرض خطر قرار می‌گیرد، به صورت انتحاری عمل می‌کند. این حشرات با هم در تورم‌هایی که در قسمت بیرونی درختان به نام «گال» یافت می‌شوند، زندگی می‌کنند. هنگامی که پژوهشگران سوراخ‌هایی را در این گال‌ها حفر کردند، شته‌های درون بلافاصله شروع به ترشح مایعات بدن برای ترمیم این آسیب کردند. شته‌هایی که وظیفه گچ کاری روی سوراخ را بر عهده داشتند، چروکیده شدند و حداقل در برخی موارد مردند.

### در گیاهان
هنگامی که صحبت از نوع‌دوستی در تشخیص خویشاوندی یا غیرخویشاوندی می‌شود، مطالعات کمی روی این ویژگی در محصولات کشاورزی متمرکز شده‌است.
برخلاف اینکه بیشتر محصولات به صورت تک‌کشتی رشد می‌کنند، شواهدی وجود دارد که نشان می‌دهد آنها توانایی تشخیص خویشاوندان و رقم‌های دیگر را دارند. به عنوان مثال، گیاهان سویا کشت‌شده توانایی تشخیص نیاکان دور یا همسایگان نامرتبط را داشتند. در آن آزمایش، گیاهان در ترکیب‌های مرتبط به یکدیگر (همان رقم یا رقم متفاوت) در گلدان‌ها رشد داده شده بودند و اندازه توده ساقه، برگ و ریشه آنها اندازه‌گیری شد تا دریابند که گیاهان چگونه به رشد نزدیک یا غیرخویشاوند پاسخ می‌دهند. محصولات زراعی برخلاف گیاهان وحشی در سطح بالاتری کشت‌ورزی شده‌اند؛ بنابراین، تکامل صفاتی مانند نوع‌دوستی را می‌توان از طریق انتخاب این صفت در آنها پرورش داد. در کشاورزی، اهمیت عملکرد مورد تأکید قرار می‌گیرد، بنابراین اصلاح ارقام زراعی به نفع نوع‌دوستی می‌تواند سبب کاهش رقابت و افزایش عملکرد شود.